# Bell Biv DeVoe : Greatest Hits
 (mai 2017).
Si vous disposez d'ouvrages ou d'articles de référence ou si vous connaissez des sites web de qualité traitant du thème abordé ici, merci de compléter l'article en donnant les références utiles à sa vérifiabilité et en les liant à la section « Notes et références ».
Albums de Bell Biv DeVoe
Hootie Mack
(1993) B.B.D.
(2001)
Bell Biv DeVoe : Greatest Hits est un album compilation du groupe de new jack swing américain Bell Biv DeVoe, sorti en 2000.

## Liste des titres
| 1.    | Poison                           | 4:21 |
| 2.    | Do Me!                           | 4:33 |
| 3.    | B.B.D. (I Thought It Was Me)     | 4:35 |
| 4.    | When Will I See You Smile Again? | 5:08 |
| 5.    | She's Dope!                      | 3:41 |
| 6.    | Gangsta                          | 4:29 |
| 7.    | Above the Rim                    | 3:37 |
| 8.    | Something in Your Eyes           | 4:52 |
| 9.    | Show Me the Way                  | 3:44 |
| 10.   | Nickel                           | 3:17 |
| 11.   | Hootie Mack                      | 3:52 |
| 12.   | Ghetto Booty                     | 4:09 |
| 13.   | Word to the Mutha!               | 6:37 |
| 14.   | Ain't Nut'in' Changed (Remix)    | 2:21 |
| 15.   | Poison (Remix)                   | 6:14 |
| 16.   | Do Me! (Remix)                   | 5:26 |
| 70:56 |                                  |      |